# Habas
Habas är en kommun i departementet Landes i regionen Nouvelle-Aquitaine i sydvästra Frankrike. Kommunen ligger i kantonen Pouillon som tillhör arrondissementet Dax. År 2022 hade Habas 1 464 invånare.

## Befolkningsutveckling
Antalet invånare i kommunen Habas
Referens:INSEE